# Крейвен, Уильям, 4-й граф Крейвен
Уильям Джордж Роберт Крейвен, 4-й граф Крейвен (англ. William George Robert Craven, 4th Earl of Craven; 16 декабря 1868 — 10 июля 1921) — британский пэр и либеральный политик. Он носил титул учтивости — виконт Аффингтон с 1868 по 1883 год.

## Происхождение и образование
Родился 16 декабря 1868 года. Старший сын Джорджа Крэйвена, 3-го графа Крэйвена (1841—1883), и его жены, достопочтенной Эвелин Лаура Баррингтон (1848—1924). Он получил образование в Итонском колледже (1882—1884).

## Карьера

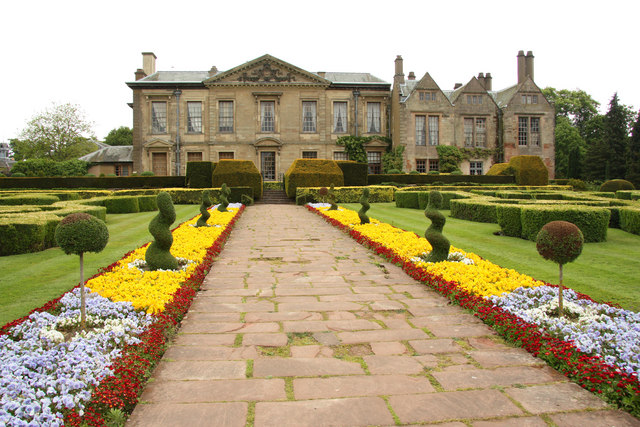
Поместье Крэйвен, Эбби-Кумб

В 1883 году после смерти своего отца 14-летний Уильям Крейвен унаследовал титулы 4-го графа Крейвена, 4-го виконта Аффингтона и 10-го барона Крейвена из Хэмпстед-Маршалла. Позже он занял свое место на скамье либералов в Палате лордов, а с 1890 по 1892 год он служил адъютантом вице-короля Ирландии.
В 1911 — 1915 годах лорд Крейвен был назначен капитаном йоменской гвардии в либеральном правительстве премьер-министра Герберта Генри Асквита. Он был награждён Орденом Короны Бельгии, Орденом Почетного легиона, а в 1919 году он был стал кавалером Ордена Британской Империи.
Дорд Крейвен занимал должность лорда-лейтенанта Уорикшира с 1913 по 1921 год.

## Личная жизнь

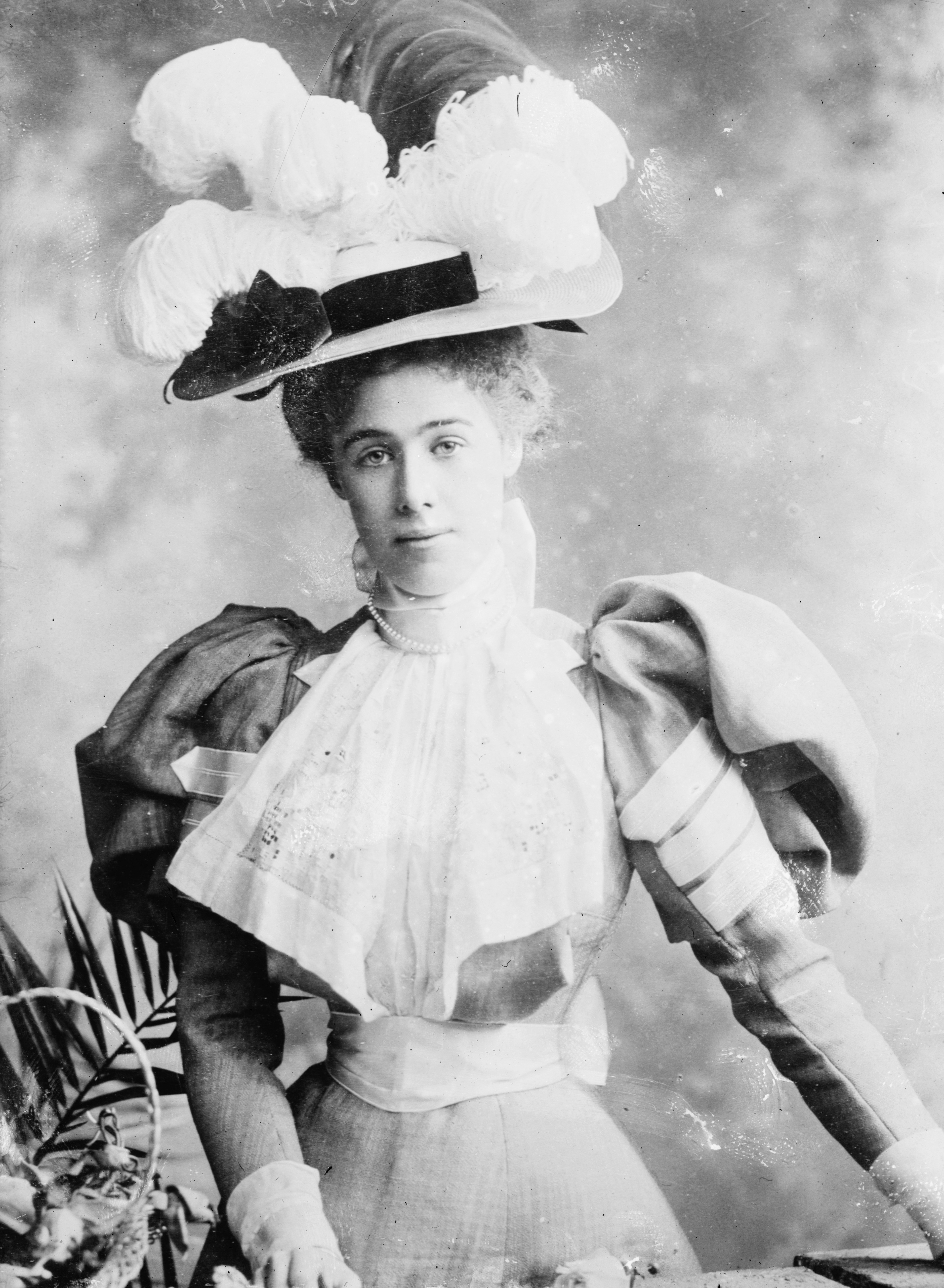
Его супруга, Корнелия, графиня Крейвен.

18 апреля 1893 года лорд Крейвен, которому тогда было 24 года, женился на шестнадцатилетней Корнелии Мартин (22 сентября 1876 — 19 мая 1961) в церкви Грейс в Нью-Йорке. Корнелия, единственная дочь Брэдли Мартина (1841—1913), богатого американского банкира , и его жены Корнелии Шерман Мартин . Они познакомились, когда её семья арендовала шотландское горное поместье Балмакаан. Брак принес ему недвижимость в Мейфере и оплатил реконструкцию Эбби-Кумб, его семейного поместья в Уорикшире, которое получило новую крышу, структурный ремонт и первое электрическое освещение. Вместе они были родителями:
- Уильям Крейвен, 5-й граф Крейвен (31 июля 1897 — 15 сентября 1932)[8], который в 1916 году женился на Мэри Уильямине Джордж, дочери Уильяма Джорджа, городского клерка Инвергордона[9].

В 1921 году во время регаты на Cowes Week лорд Крейвен, хотя и был сильным пловцом, упал за борт со своей яхты « Сильвия» у острова Уайт и утонул в возрасте 52 лет. Его тело было выброшено на берег 12 июля 1921 года . После его смерти в 1921 году его титулы унаследовал его сын Уильям, виконт Аффингтон.
После его смерти его вдова продала Эбби-Кумб строителю Джону Грею в 1923 году и умерла в 1961 году.